# Methodische Großform
Methodische Großformen stellen mit spezifischen Zielen verbundene Kombinationen von Unterrichtsmethoden für zeitlich ausgedehnte
Lehr-Lern-Arrangements dar (z. B. Lehrgang, Unterrichtseinheit, Projekt, Praktikum). Nicht selten sind sie in sich geschlossen organisiert. In der Didaktik sind sie üblicherweise auch Betrachtungsgegenstand der Unterrichtsplanung. Als Grundformen des Unterrichts auf der übergeordneten strategischen Planungsebene, also auf der Ebene der Makromethodik angesiedelt, unterscheiden sich methodische Großformen untereinander hinsichtlich ihrer Methodik, also hinsichtlich ihrer Verfahrensweisen. Sie bilden damit einen methodisch-organisatorischen Rahmen bzw. Überbau, dessen konkrete Ausgestaltung auf einer darunterliegenden Mesomethodenebene sowie noch weiter darunter liegenden Mikromethodenebene erfolgt. Hilbert Meyer unterscheidet zunächst einmal fünf unterschiedliche methodische Großformen (allerdings bleiben Meyers Überlegungen vornehmlich auf die Institution „Schule“ fokussiert; die Beispiele sind nicht von allgemeiner Art, sondern vielmehr schulspezifisch, jedoch ist der Anwendungsbereich erweiterbar):
(1) Gemeinsamer Unterricht: nicht differenzierter Unterricht, Klassengemeinschaft

(2) Instruktionsunterricht: z. B. Fachunterricht, Lehrgänge (vorwiegend lehrergelenkt)

(3) Kooperativer Unterricht: z. B. Projektunterricht (mit hohen Anteilen an Gruppen- und Teamarbeit)

(4) Individualisierter Unterricht: z. B. Freiarbeit (mit hohen Anteilen an selbst organisierten Lernprozessen auf Seiten der Schüler)

(5) Marktplatzarbeit: z. B. Schulöffentliche Präsentation von Ergebnissen
zu (1): Gemeinsamer Unterricht ist ein nicht differenzierter Unterricht, in dem unter anderem etwa inner- und außerschulische Vorhaben vor- und nachbereitet werden können (Organisation, Klassenausflüge, Feiern usw.)
zu (2): Instruktionsunterricht ist durch ein hohes Ausmaß an Lehrerlenkung gekennzeichnet und überwiegend als Frontalunterricht organisiert. Er ist gut geeignet, um Problemzusammenhänge aus Sicht der Lehrkraft zu vermitteln, die Fachkompetenz der Schüler aufzubauen und Schülerleistungen miteinander zu vergleichen. Diese Form ist weniger geeignet, um selbständiges Lernen anzubahnen.
zu (3): Kooperativer Unterricht fördert bei den Schülern mit gemeinsamen Zielabsprachen und einem hohen Anteil von Gruppen- und Teamarbeit schwerpunktmäßig soziale und kommunikative Kompetenzen und kann das Selbstwertgefühl von Schülern in der Auseinandersetzung mit der Gruppe stärken (kommt dem Schülergrundbedürfnis nach „Autonomieerleben und sozialer Eingebundenheit“ entgegen, vgl. Deci und Ryan 1993).
zu (4): Individualisierter Unterricht zeichnet sich durch einen hohen Anteil selbstorganisierten Lernens sowie überwiegend als Einzel- oder Partnerarbeit aus. Er ist gut geeignet, um individuelle Lernschwerpunkte zu setzen und Methodenkompetenzen aufzubauen. Individualisierter Unterricht sollte zum Üben, Festigen und Wiederholen eingesetzt werden (kommt dem Schülergrundbedürfnis nach „Kompetenzerleben“ entgegen, vgl. Deci und Ryan 1993).
zu (5): In der sogenannten Marktplatzarbeit können Schüler in einem vorgegebenen Rahmen etwas Erarbeitetes, an eine größere Zuschauerschaft oder an die Öffentlichkeit gewendet, präsentieren und ihre Selbstwirksamkeit in den entsprechenden Raum hinein, etwa in den öffentlichen Raum hinein erfahren. Marktplatzarbeit kann beinhalten, die Schüler dazu zu befähigen, sich auch gegenüber Menschen in der Gesellschaft zu artikulieren, die sie größtenteils nicht persönlich kennen, denen gegenüber sie jedoch etwas kommunizieren wollen. Der Marktplatz ist eine Metapher dafür.
In der Einschätzung nach ihrer praktischen Bedeutung hat Hilbert Meyer in 2012 die methodischen Großformen (2) (3) und (4) als besonders bedeutsam, (1) und (5) dagegen als weniger bedeutsam eingestuft.
Hilbert Meyer gibt auch noch eine Definition der Methodischen Großformen an, die mehr aus der Perspektive von Schulorganisation und Schulentwicklung formuliert ist:
„Methodische Großformen sind komplexe, historisch gewachsene und institutionell verankerte feste Strukturen der zielbezogenen Organisation thematisch zusammenhängender schulischer Aufgabenkomplexe.“
In diesem Zusammenhang hat Josef Aff darauf hingewiesen, dass beispielsweise solche Konzepte wie „offenes Lernen“ oder das Abhalten von „Projektwochen“ auf der Makromethodenebene an der Schule in der Praxis im Regelfalle der Zustimmung der Schulleitung bedürfen, solche Vorhaben in puncto Schulorganisation i. d. R. einen organisatorischen Vorlauf besitzen.